# マレク・ロダーク
マレク・ロダーク（1996年12月13日 - ）はスロバキアのサッカー選手。ポジションはGK。アル・イテファク所属。スロバキア代表。

## 経歴
2017年1月、アクリントン・スタンリーFCに期限付き移籍した。
2017年8月8日、ウィコム・ワンダラーズ戦でフラムFCデビューを果たす。しかしリーグ戦では出場機会を得られず、1カ月後にロザラム・ユナイテッドFCに期限付き移籍した。2018年7月25日には期限付き移籍期間を1年間延長した。
2019-20シーズンより、フラムに復帰。
2021-22シーズンは、正GKとして33試合に出場。チームのプレミアリーグ復帰に貢献した。
2022-23シーズンは第1節リヴァプール戦でプレミアデビューを果たしたが、第3節以降はアーセナルFCからベルント・レノにポジションを奪われ、第2GKに降格した。
2024年7月25日、アル・イテファクに3年契約で移籍した。

### 代表歴
2018年6月にA代表に選ばれるも出場機会は無かった。
2018年9月には21歳以下の代表で、U-21アイスランド代表戦で94分に決勝点を記録した。